# Vích
Vích či věchet je svazek slámy, který se vytvářel při žních. Ze svazků klasů se vázala povřísla, kterými se obilí svazovalo do snopů, z nichž se stavěli na polích tzv. „slamění panáci“. Aby do nich nepršelo, a tím se úroda před odvozem do stodoly neznehodnotila, vytvářela se na zakrytí vrchů ze slámy malá kulatá stříška – vích. 